# Wstrząsy 5: Więzy krwi
Wstrząsy 5: Więzy krwi (ang. Tremors 5: Bloodlines) – amerykański film z gatunku: western, horror, fantastyka naukowa wyreżyserowany w 2015 roku przez Dona Michaela Paula, film jest prequelem poprzednich czterech filmów.

## Fabuła
Graboidy pojawiają się po raz kolejny ale tym razem w Afryce. Mieszkańców południowoafrykańskiego rezerwatu atakują gigantyczne, pożerające ludzi potwory. Chcąc pozbyć się potworów mieszkańcy wynajmują Burta Gummera. Jak się szybko okazuje nawet on będzie miał problem z ubiciem znacznie większych i groźniejszych kreatur.

## Obsada
- Michael Gross – Burt Gummer
- Jamie Kennedy – Travis B. Welker
- Pearl Thusi – dr Nandi Montabu
- Rea Rangaka – Baruti
- Brandon Auret – Johan Dreyer
- Nolitha Zulu – Amahle Montabu
- Daniel Janks – Erich Van Wyk
- Sello Sebotsane – Thaba
- Ian Roberts – Den Bravers
- Natalie Becker – Lucia
- Emmanuel Castis – dr Michael Swan
- Zak Hendrikz – Riley
- Ernest Ndhlovu – Ndebele Chieftain
- Lawrence Joffe – Basson
- Wayne Smith – drugi pilot
- Matthys Kuhn – drugi pilot